# SysOp
SysOp (o sysop) è un neologismo nato come parola macedonia dei termini inglesi System Operator (traducibile in italiano come "operatore di sistema"). Con esso si intende l'amministratore di un sistema informatico multi-utente, come un bulletin board system (BBS), una comunità virtuale di servizi online o una generica rete di servizi basata su Internet.
Storicamente, il termine system operator veniva utilizzato in lingua inglese per riferirsi al gestore di qualunque tipo di sistema di computer, in particolare i mainframe. L'uso del termine si espanse a cavallo fra gli anni ottanta e novanta, inizialmente per riferirsi agli operatori BBS.